# DA·KA·RA
《DA·KA·RA》，是日本女性創作歌手大黑摩季的第2張單曲。1992年9月23日發行。是大黑的成名歌曲以及代表作之一。

## 簡介
大黑摩季首張有商業搭配的單曲作品，被用作東洋水產的杯麵產品「HOT NOODLE」的電視廣告歌曲。廣告由當時在美國話題電影《終結者2：審判日》中飾演約翰·康納的男演員愛德華·福隆、以及剛獲得全日本國民美少女比賽冠軍的今村雅美共同出演，引起巨大的話題性。
廣告的大熱也導致這張單曲的持續熱賣，單曲在Oricon公信榜最高排行第2位，是大黑的單曲首次進入前十位。Oricon在榜時間長達20週，總銷量高達105.5萬張，是1992年度日本單曲銷量第20位。作為實力派創作女歌手的大黑從此成名，這首單曲也是大黑銷量第三高的單曲。
據大黑本人所言，她在發行日前一晚夢見單曲銷量竟然超過百萬，而她的夢境卻成為了現實。

## 收錄曲目
1. DA·KA·RA
作詞、作曲：大黑摩季；編曲：葉山武
東洋水產的杯麵產品「HOT NOODLE」廣告歌曲
2. Good-Luck Woman
作詞、作曲：大黑摩季；編曲：葉山武
3. DA·KA·RA （Original Karaoke）